# Bury Football Club 2014-2015
Questa voce raccoglie le informazioni riguardanti il Bury Football Club nelle competizioni ufficiali della stagione 2014-2015.

## Rosa
| N. |                        | Ruolo | Calciatore     |
| -- | ---------------------- | ----- | -------------- |
| 1  | Inghilterra (bandiera) | P     | Shwan Jalal    |
| 2  | Galles (bandiera)      | C     | Craig Jones    |
| 3  | Inghilterra (bandiera) | D     | Jimmy McNulty  |
| 4  | Inghilterra (bandiera) | C     | Andrew Tutte   |
| 5  | Inghilterra (bandiera) | D     | Nathan Cameron |
| 6  | Inghilterra (bandiera) | A     | Kevin Etuhu    |
| 8  | Inghilterra (bandiera) | C     | Nicky Adams    |
| 9  | Inghilterra (bandiera) | A     | Danny Rose     |
| 10 | Inghilterra (bandiera) | C     | Danny Mayor    |
| 11 | Inghilterra (bandiera) | D     | Chris Hussey   |
| 12 | Inghilterra (bandiera) | C     | Chris Sedgwick |
| 14 | Inghilterra (bandiera) | C     | Joe Thompson   |
| 15 | Inghilterra (bandiera) | A     | Ryan Lowe      |

| N. |                        | Ruolo | Calciatore       |
| -- | ---------------------- | ----- | ---------------- |
| 16 | Inghilterra (bandiera) | D     | Keil O'Brien     |
| 17 | Inghilterra (bandiera) | A     | Daniel Nardiello |
| 18 | Inghilterra (bandiera) | A     | Courtney Duffus  |
| 19 | Inghilterra (bandiera) | C     | Tom Soares       |
| 20 | Inghilterra (bandiera) | A     | Clive Platt      |
| 21 | Inghilterra (bandiera) | D     | Joe Widdwson     |
| 26 | Inghilterra (bandiera) | P     | Rob Lainton      |
| 27 | Inghilterra (bandiera) | D     | Nathan Cameron   |
| 28 | Stati Uniti (bandiera) | C     | Douane Holmes    |
| 30 | Inghilterra (bandiera) | A     | James Poole      |
| 33 | Inghilterra (bandiera) | D     | Tom Kennedy      |
| 34 | Inghilterra (bandiera) | D     | Pablo Mills      |